# Oriole à épaulettes
Icterus cayanensis
Espèce
Statut de conservation UICN

 LC  : Préoccupation mineure
L'Oriole à épaulettes (Icterus cayanensis) est une espèce d'oiseaux de la famille des ictéridés qu’on retrouve en Amérique du Sud.

## Systématique
À la suite d'une étude de D´Horta et al. (2008), le Congrès ornithologique international (classification version 2.6, 2010), divise cette espèce en deux. Quatre sous-espèces sont séparées pour former une nouvelle espèce, l'Oriole variable (Icterus pyrrhopterus). Ses sous-espèces sont : I. c. periporphyrus (Bonaparte, 1850), I. c. pyrrhopterus (Vieillot, 1819), I. c. tibialis Swainson, 1838 et I. c. valenciobuenoi H. Ihering, 1902.

### Sous-espèces
D'après la classification de référence (version 5.2, 2015) du Congrès ornithologique international, cette espèce est constituée des deux sous-espèces suivantes :
- I. c. cayanensis (Linnaeus, 1766) ;
- I. c. chrysocephalus (Linnaeus, 1766).

## Distribution
L’Oriole à épaulettes se retrouve au nord et au centre de l'Amérique du Sud.
Pour la sous-espèce I. c. cayanensis
Du sud du Guyana et de la Guyane jusqu'à l'est du Pérou, au nord de la Bolivie et au nord-est du Brésil en passant par la majeure partie de l'Amazonie.
Pour la sous-espèce I. c. chrysocephalus
Sur l'île de la Trinité, au sud-est de la Colombie et au nord-est du Pérou, au sud du Venezuela, au Guyana et en Guyane, et dans le nord du Brésil.

## Habitat
Cet oriole occupe divers habitats. Il fréquente les forêts clairsemées, les savanes, les forêts décidues en Amazonie, ainsi que les lisières, les forêts-galeries, les jardins et les forêts des zones limitrophes du Cerrado et du Gran Chaco.

## Nidification
Le nid est une coupe suspendue souvent fixée à une large feuille comme celle d’un bananier ou d’un palmier.  Les œufs sont au nombre de 2 à 3.  L’Oriole à épaulettes est parfois parasité par le Vacher luisant.

## Comportement
L’Oriole à épaulettes se voit généralement seul ou en couple. Il se joint souvent aux volées mixtes d’alimentation.